# Саналы
Саналы (каз. Саналы, до 2006 г. — Бугунь) — село в Туркестанской области Казахстана. Находится в подчинении городской администрации Арыса. Входит в состав Дармениского сельского округа. Код КАТО — 511637200.

## Население
В 1999 году население села составляло 790 человек (402 мужчины и 388 женщин). По данным переписи 2009 года, в селе проживал 841 человек (421 мужчина и 420 женщин).